# Острів Надії
Острів Надії (до 2016 року — Кіровське) — село в Україні, у Борзнянській міській громаді Ніжинського району Чернігівської області. До 2020 року орган місцевого самоврядування — Ядутинська сільська рада.

## Історія
У 2015 році село Кіровське було внесено до переліку населених пунктів, які потрібно перейменувати відповідно із законом «Про засудження комуністичного та націонал-соціалістичного (нацистського) тоталітарних режимів в Україні та заборону пропаганди їхньої символіки». 12 травня 2016 року Постановою Верховної Ради України село перейменовано в Острів Надії.
12 червня 2020 року, відповідно до розпорядження Кабінету Міністрів України № 730-р «Про визначення адміністративних центрів та затвердження територій територіальних громад Чернігівської області», Ядутинська сільська рада Борзнянського району увійшла до складу Борзнянської міської громади.
19 липня 2020 року, в результаті адміністративно-територіальної реформи та ліквідації Борзнянського району, село увійшло до складу Ніжинського району.